# Бледзянув
Бледзянув (пол. Bledzianów, нім. Blessenau) — село в Польщі, у гміні Остшешув Остшешовського повіту Великопольського воєводства.
Населення — 401 особа (2011).
У 1975-1998 роках село належало до Каліського воєводства.

## Демографія
Демографічна структура станом на 31 березня 2011 року:
|          | Загалом | Допрацездатний вік | Працездатний вік | Постпрацездатний вік |
| -------- | ------- | ------------------ | ---------------- | -------------------- |
| Чоловіки | 206     | 60                 | 127              | 19                   |
| Жінки    | 195     | 47                 | 109              | 39                   |
| Разом    | 401     | 107                | 236              | 58                   |